# Cuba libre
Cuba libre är en romdrink av typen long drink som förutom rom innehåller Cola och limejuice. Den serveras med is och en limeklyfta i highballglas.
Drinken skapades i Havanna på Kuba kring 1900, i samband med det spansk-amerikanska kriget. Namnet betyder "fria Kuba".